# Ayizan

Veve von Ayizan

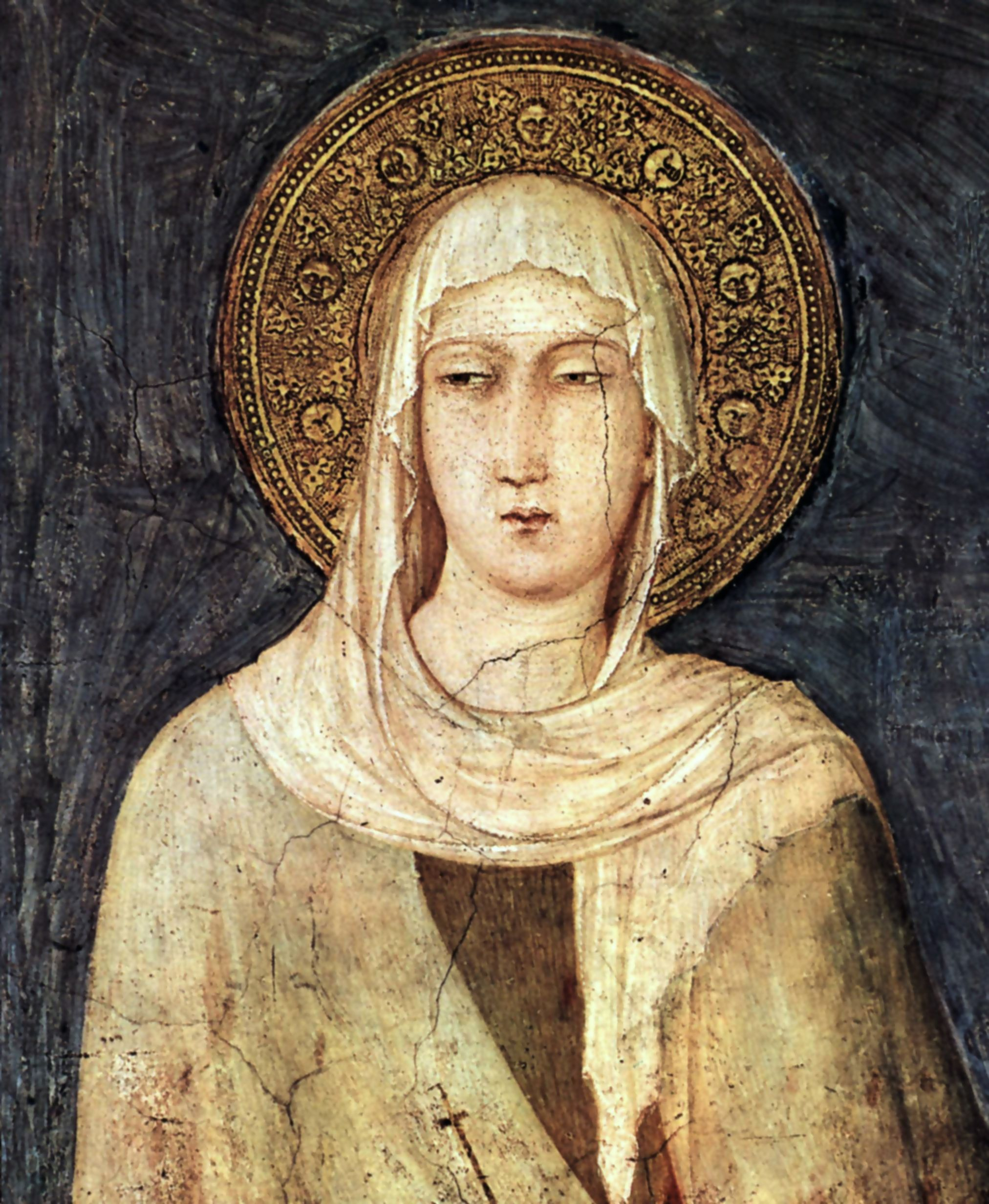
Klara von Assisi

Ayizan ist ein Geistwesen oder eine Heilige (bezeichnet als Loa) in der afrikanischen und karibischen Religion des Voodoo. Besonders verbreitet ist der Glaube an sie in Haiti. Andere Bezeichnungen für sie sind Grande Ai-Zan, Aizan, oder Ayizan Velekete.

## Funktion
Sie ist die Patronin des Marktes, des Handels und der Priesterschaft. Als eine der grundlegenden Loa ist sie verbunden mit dem Initiationsritus des Voodoo, dem Kanzo. Sie trinkt (das heißt man opfert ihr) keinen Alkohol und ist die Frau des Loa Loco. Das übliche Opfer, das ihr dargebracht wird, ist ein Hahn.

## Parallelen zu anderen Religionen
Durch den Synkretismus zwischen Christentum und Voodoo wurde sie mit der katholischen Heiligen Klara gleichgesetzt.